# Raúl Taibo
Raúl Jorge Tignanelli (n. Buenos Aires, 17 de enero de 1954) más conocido como Raúl Taibo, es un actor argentino. Es reconocido y recordado por su papel como Lautaro Lamas en la exitosa telenovela Una voz en el teléfono, que lo catapultó a la fama.

## Biografía
Es hijo de la célebre actriz Beatriz Taibo y hermano del fallecido actor Marcelo Olivero.

## Carrera
Trabajó en diversas telenovelas argentinas, como Piel naranja (1975), Andrea Celeste con Andrea del Boca (con quien también trabajaría en Srta. Andrea). Durante 1981/1982 en ATC, fue protagonista de Laura Mía al lado de Soledad Silveyra y Rebelde y solitario con Mariana Karr. En 1977 hizo un ciclo "Identidad " de Cernadas Lamadrid junto a Selva Alemán, Fernanda Mistral y Norberto Suárez. Su reconocimiento internacional le llegaría con la telenovela Venganza de mujer de González Márquez junto a Luisa Kuliok que se vio en varios países de Latinoamérica e Italia. Pero su consagración y suceso televisivo lo tuvo con su papel de Lautaro Lamas, en la exitosísima telenovela Una voz en el teléfono de Alberto Migré , emitida entre 1990 y 1991, donde encarna a un joven viudo que se enamora de Ana Rigglos (Carolina Papaleo), una joven detenida en un reformatorio, y con la cual se comunica a través de un teléfono. La telenovela se convirtió en un éxito de audiencia y en una de las más recordadas hasta la actualidad.

## Vida personal
En la década del '70 mantuvo una relación sentimental con la actriz Mariana Karr. Posteriormente estuvo en pareja con María Pía Meritello con la que tuvo un hija llamada Antonella, nacido en 1987. En 1993 se casa con Marcela Ortiz luego de tan solo tres meses de noviazgo para acabar divorciándose entre una disputa por bienes gananciales. Años después comenzó una relación con su actual mujer, Mercedes.

## Trayectoria

### Televisión
| Año       | Título                     | Personaje                        | Canal      |
| --------- | -------------------------- | -------------------------------- | ---------- |
| 1974      | Dos a quererse             | Personaje principal              | El Trece   |
| 1976      | Llegó el profesor          | Personaje principal              | Canal 7    |
| 1975-1976 | Piel naranja               | Marcelo "Quelo" Salazbau         | El Trece   |
| 1977      | Tiempo de vivir            | Bernardo                         | Canal 7    |
| 1979      | Propiedad horizontal       | Ricardo Linares                  | Canal 9    |
| 1979-1980 | Andrea Celeste             | Emilio Arosamena                 | ATC        |
| 1980      | Señorita Andrea            | Nino                             | ATC        |
| 1981-1982 | Laura mía                  | Guillermo                        | ATC        |
| 1982      | Rebelde y solitario        | Mariano Ruíz                     | ATC        |
| 1984      | Situación limíte           | Tomás                            | ATC        |
| 1986      | Venganza de mujer          | Juan Ignacio Luzardo             | Canal 9    |
| 1988      | Pasiones                   | Abel Linares                     | Canal 9    |
| 1989      | Hombres de ley             | Sebastián Ezcurra                | ATC        |
| 1989      | La bonita pagina           | Julio                            | ATC        |
| 1990-1991 | Una voz en el teléfono     | Lautaro Lamas                    | Canal 9    |
| 1993      | Esos que dicen amarse      | Fernando                         | Canal 9    |
| 1995-1996 | Por siempre mujercitas     | Ramiro Hernández                 | Canal 9    |
| 1996-1997 | 90 60 90 modelos           | Gustavo "Tabo" Herrera           | Canal 9    |
| 1998      | Te quiero, te quiero       | Isidro Muñoz                     | Canal 9    |
| 2000      | Campeones de la vida       | Hernán Romero                    | El Trece   |
| 2001-2002 | El sodero de mi vida       | Vicente                          | El Trece   |
| 2002      | 099 Central                | Rubén Castro                     | El Trece   |
| 2004      | Culpable de este amor      | Marcos Soler                     | Telefe     |
| 2004      | Los Roldán                 | El mismo (cameo)                 | Telefe     |
| 2005      | Amor en custodia           | Carlos González/ Francesco Bosco | Telefe     |
| 2006      | Amas de casa desesperadas  | Esteban Martini                  | El Trece   |
| 2006-2007 | La ley del amor            | Ignacio Pinedo                   | Telefe     |
| 2008-2009 | Por amor a vos             | Mauricio Sassone                 | El Trece   |
| 2009-2010 | Herencia de amor           | Andrés Romero                    | Telefe     |
| 2010-2011 | Malparida                  | Lorenzo Uribe                    | El Trece   |
| 2012      | La dueña                   | Juan Cruz Lacroix                | Telefe     |
| 2014      | Camino al amor             | Agustín de La Guardia            | Telefe     |
| 2015      | 4 reinas                   | Roberto                          | TV Pública |
| 2015      | Fronteras                  | Doctor Martín Brohm              | Telefe     |
| 2016      | Los ricos no piden permiso | Lisandro Villalba                | El Trece   |

### Cine
- Hipólito y Evita (1973) - Hipólito "Polo" Montero
- Los días que me diste (1975) - Tito
- Sin querer, queriendo (1985)
- Más loco que un crucero (1990)
- El entretenedor (1991)
- Hunabku (2007) - Federico
- El túnel de los huesos (2011) - Vulcano
- Necrofobia (2014) - Nicolás Virgilio

### Teatro
- 1972 El día que secuestraron al Papa, de Joao Bethencourt. Teatro Astral.
- 1973 Estos chicos de ahora, de Alfonso Paso. Gira.
- 1977 Pijama de seda, España.
- 1981/82 La vida fácil o Los galancitos
- 1982/83 Hasta mañana si Dios quiere, U.O.M.
- 1983/84 De madrugada es más lindo, de Abel Santa Cruz.
- 1985 Hotel Internacional, Mar del Plata. Teatro Provincial.
- 1987 Día de fiesta, Mar del Plata. Teatro Hermitage.
- 1989/90 Golpe de sol, Teatros Hermitage y Ateneo.
- 1991/92 Y mis pantalones donde están, Teatro del Globo y Gira.
- 1994/95 Las mariposas son libres, Gira.
- 1999 Las alegres mujeres de Shakespeare.
- 2005 Bombones y champagne, Villa Carlos Paz, Córdoba.
- 2010/11 Cuando Harry conoció a Sally, Multiteatro.
- 2017 Mi familia es asi, Villa Carlos Paz, Córdoba y gira.
- 2019 Perfectos desconocidos de Paolo Genovese, dir. Guillermo Francella, Teatro Metropolitan Sura.[1]

## Premios y nominaciones
| Año  | Premios               | Categoría                           | Programa                      | Resultado |
| ---- | --------------------- | ----------------------------------- | ----------------------------- | --------- |
| 2005 | Premios Martín Fierro | Mejor Actor Protagonista de Novela  | Amor en custodia              | Nominado  |
| 2006 | Premios Martín Fierro | Mejor Actor Protagonista de Novela  | La ley del amor               | Nominado  |
| 2007 | Premios Martín Fierro | Mejor Actor Protagonista de Novela  | La ley del amor               | Nominado  |
| 2008 | Premios Martín Fierro | Mejor Actor Protagonista de Comedia | Por amor a vos                | Nominado  |
| 2009 | Premios Martín Fierro | Mejor Actor Protagonista de Comedia | Por amor a vos                | Ganador   |
| 2010 | Premios Martín Fierro | Mejor Actor Protagonista de Novela  | Malparida                     | Ganador   |
| 2014 | Premios Martín Fierro | Mejor Actor de Reparto              | Camino al amor                | Nominado  |
| 2016 | Premios Martín Fierro | Mejor Actor de Reparto              | Los ricos no piden permiso    | Nominado  |
| 2017 | Premios VOS           | Mejor Actor                         | Mi familia es así (Los Abril) | Nominado  |